# Плезант Гарден (Северна Каролина)
Плезант Гарден (енгл. Pleasant Garden) град је у америчкој савезној држави Северна Каролина.

## Демографија
По попису из 2010. године број становника је 4.489, што је 225 (-4,8%) становника мање него 2000. године.
| Група             | 2000.         | 2010.         |
| Белци             | 3.996 (84,8%) | 3.674 (81,8%) |
| Афроамериканци    | 530 (11,2%)   | 479 (10,7%)   |
| Азијати           | 11 (0,2%)     | 31 (0,7%)     |
| Хиспаноамериканци | 77 (1,6%)     | 213 (4,7%)    |
| Укупно            | 4.714         | 4.489         |